# Lezennes
Lezennes è un comune francese di 3 077 abitanti situato nel dipartimento del Nord nella regione dell'Alta Francia.

## Geografia fisica
È situata a sud est di Lilla, tra i comuni di Ronchin, Hellemmes, Villeneuve d'Ascq e Lesquin.

## Società

### Evoluzione demografica
Abitanti censiti